# Море студене
«Море студене» (рос. «Море студёное») — радянський історичний художній фільм 1954 року, знятий на Кіностудії ім. М. Горького.

## Сюжет
На основі реальних подій. XVIII століття, Біле море. На промисел виходить артіль поморів. Під час стоянки на Груманті на судно поморів нападають пірати і пускають його на дно. В живих на острові залишаються тільки четверо поморів і проводять там 6 років. Для тих, хто чекав їх вдома, вони зникли навіки.

## У ролях
- Микола Крючков — Олексій Хімков
- Ельза Леждей — наречена Шарапова, Варвара Лопатіна
- Геннадій Юдін — Степан Шарапов
- Михайло Кузнецов — Федір Вєрігін
- Марк Бернес — Веремій Лукич Окладников
- Анатолій Кубацький — дід Никифор
- Іван Рижов — Петруха
- Валентин Грачов — Ваня Хімков
- Олександра Данилова — Настя Хімкова
- Олександр Антонов — Амос Корнілов
- Олександр Пелевін — Вернизобер
- Георгій Чорноволенко — капітан Ван-Глек
- Георгій Георгіу — Хендрікс
- Валентина Телегіна — сваха Терентіївна
- Олена Максимова — ворожка Дергачиха
- Володимир Тягушев — Прошка Парамонов
- Ігор Безяев — помор
- Георгій Мілляр — дяк

## Знімальна група
- Автори сценарію: Костянтин Бадигін, Володимир Крепс
- Режисер: Юрій Єгоров
- Оператор: Ігор Шатров
- Художники: Костянтин Урбетіс, Сергій Козловський
- Композитор: Гавриїл Попов